# OpenHPI
openHPI là một nền hệ thống phục vụ cho việc cung cấp các khóa học đại trà trực tuyến mở (massive open online courses - MOOC) trong lĩnh vực khoa học máy tính và công nghệ thông tin. Nó thuộc quyền quản lý của Học viện Hasso Plattner (HPI) ở Potsdam, Đức.  openHPI là hệ thống mở dành cho mọi người và việc tham gia học tại đây không tốn chi phí. Tất cả mọi người muốn học đều có thể đăng ký tham gia mà không cần điều kiện nào. Những khóa học của openHPI được xây dựng dựa trên các chương trình cử nhân và thạc sĩ về lĩnh vực kỹ thuật hệ thống công nghệ thông tin và bao hàm các nội dung cơ bản của công nghệ thông tin cùng với các phát kiến mang tính thời sự trong lĩnh vực.
Việc dạy học được thực hiện bằng tiếng Anh và tiếng Đức. Các khóa học được tổ chức theo mô thức sau: mỗi chủ đề được chia thành các đơn vị 6 tuần. Mỗi tuần bao hàm các đoạn phim về bài giảng, tài liệu tham khảo, và câu hỏi được trình bày theo một chuỗi sắp xếp nhất định. Diễn đàn thảo luận cũng được tổ chức cho mỗi tuần và chịu sự giám sát của đội ngũ giảng viên trong khóa học. Việc thi cử bao gồm các bài tự kiểm tra có thể được thực hành bao nhiêu lần cũng được, cùng việc chấm điểm các bài tập về nhà và điểm này được tổng kết trong phần điểm cuối kì cần thiết cho việc "tốt nghiệp". Khi khóa học kết thúc, tài liệu học tập vẫn tiếp tục tồn tại ở dạng lưu trữ.
openHPI là đơn vị tiên phong cho mô hình giáo dục trực tuyến mở đại trà ở Đức và bắt đầu hoạt động vào tháng 9 năm 2012. Cho đến năm 2013 đã có 3 khóa học được thực hiện đó là:
- "Quản lý cơ sở dữ liệu trong bộ nhớ" (tiếng Anh), giảng dạy bởi Giáo sư Hasso Plattner (13.126 người tham gia, 2.137 chứng chỉ được cấp).
- "Liên kết mạng quốc tế với TCP/IP" (tiếng Đức) do Giáo sư Tiến sĩ Christoph Meinel giảng dạy (9.891 người tham gia, 1.635 chứng chỉ được cấp).
- "Công nghệ mạng ngữ nghĩa" (tiếng Anh) do Tiến sĩ Harald Sack giảng dạy.

Các khóa học tiếp theo dự kiến có nội dung xoay quanh quản lý dữ liệu với SQL, World Wide Web và công nghệ quy trình nghiệp vụ.